# Amtsgericht Fulda

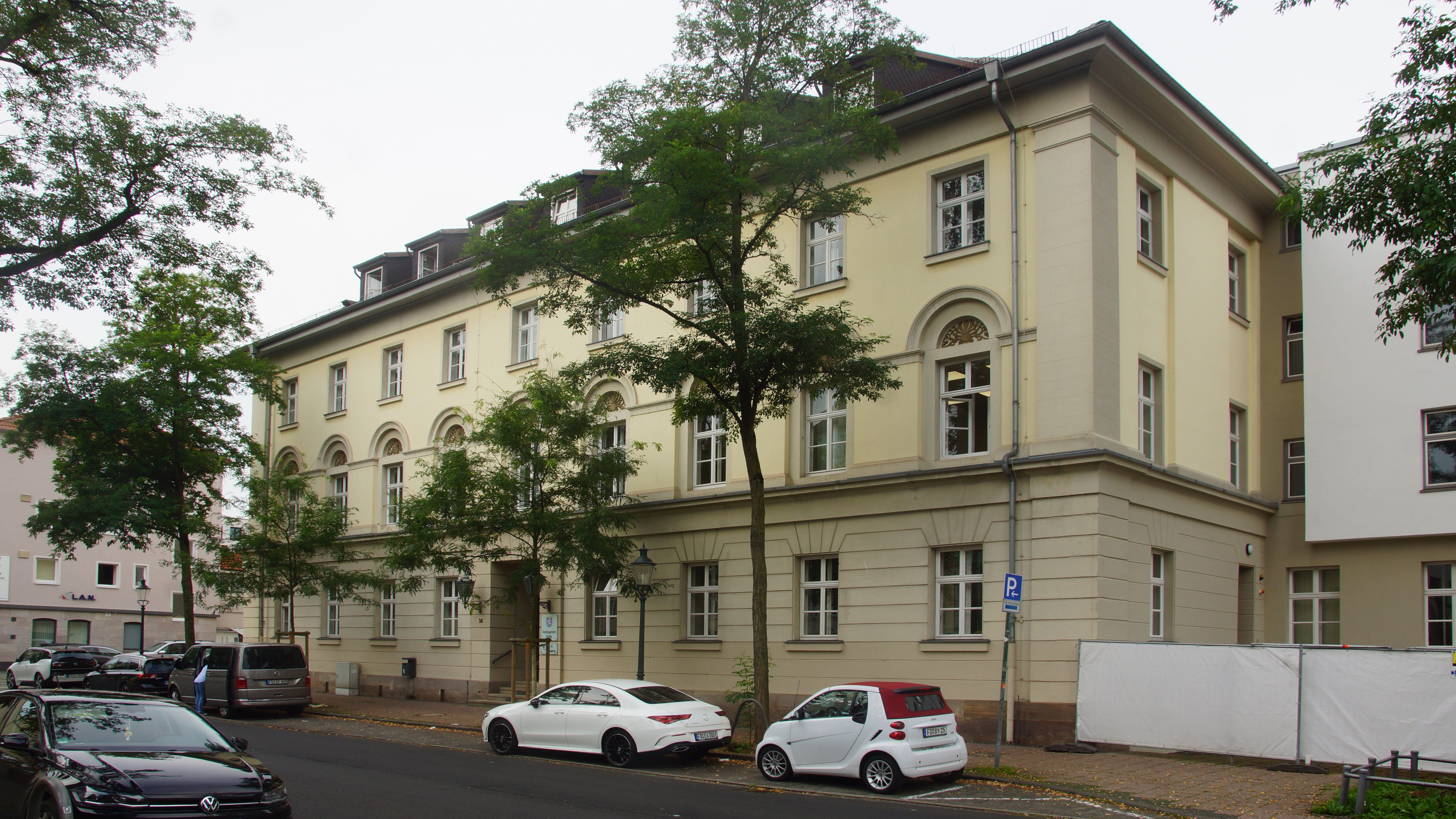
Amtsgericht Fulda

Das Amtsgericht Fulda (AG Fulda) ist ein Gericht der ordentlichen Gerichtsbarkeit in Fulda im Landkreis Fulda.

## Gerichtssitz und -bezirk

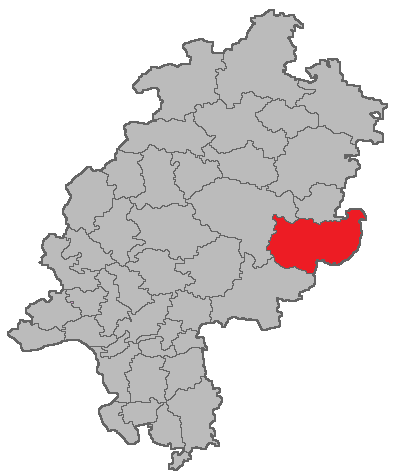
Lage des Amtsgerichtsbezirks Fulda in Hessen

Der Sitz des Gerichtes ist in Fulda in der Königstraße 38. Der Gerichtsbezirk des Amtsgerichts Fulda umfasst die Städte und Gemeinden Dipperz, Ebersburg, Ehrenberg, Eichenzell, Flieden, Fulda, Gersfeld, Großenlüder, Hilders, Hofbieber, Hosenfeld, Kalbach, Künzell, Neuhof, Petersberg, Poppenhausen, Bad Salzschlirf und Tann (jeweils inklusive aller Stadt- und Ortsteile). Alle liegen im Landkreis Fulda.

## Übergeordnete Gerichte
Dem Amtsgericht Fulda übergeordnet ist das Landgericht Fulda. Im weiteren Instanzenzug sind das Oberlandesgericht Frankfurt am Main sowie der Bundesgerichtshof übergeordnet.

## Gebäude
Das Amtsgericht Fulda hat seinen Sitz in dem 1843 erbauten klassizistischen Gerichtsgebäude Königstraße 38. Es wurde wahrscheinlich vom Architekten Johann Konrad Bromeis aus Kassel geplant und vom Baumeister Schulz erbaut. Der langgestreckte Hauptbau wird im Westen durch zwei niedrigere Annexbauten ergänzt. Im Jahr 1909 wurde nach Süden in gleichem Stil ein Anbau ergänzt. Das Gebäude steht als Kulturdenkmal unter Denkmalschutz.